# Dai Sato
Dai Sato (佐藤 大, Satō Dai, nascido em 1969) é um músico e roteirista japonês.
Tendo começado a escrever roteiros ainda jovem e escrevendo roteiros para várias empresas, Sato mais tarde concentrou sua atenção em escrever para séries de anime. A primeira grande série em que trabalhou foi a inovadora série Cowboy Bebop, da Sunrise, de 1998, e depois trabalhou em outras séries conhecidas, como Ghost in the Shell: Stand Alone Complex e Wolf's Rain. Em 2005, Sato foi o escritor-chefe de Eureka Seven, pelo qual recebeu um prêmio de melhor roteiro na Feira Internacional de Anime de Tóquio em 2006.
Escreveu músicas para a franquia Dragon Ball Z, como "Hikari no Tabi" e "Tobikkiri no Saikyou tai Saikyou".
Em 2006 e 2007, Sato trabalhou na série OVA Sunrise Freedom Project (que contou com o diretor Katsuhiro Otomo).
Sato também criou sua própria empresa de consultoria, a Frognation, com dois de seus conhecidos, que incorporou a gravadora de música eletrônica Frogman Records, dele e de seu amigo Kengo Watanabe.
Em 2007, após deixar a Frognation, Sato fundou sua própria empresa, Storyriders.

## Principais obras

### OVA
- Eternal Family (1997): Roteiro
- Ghost in the Shell: Stand Alone Complex – The Laughing Man (2005): Roteiro
- Ghost in the Shell: SAC 2nd GIG – Individual Eleven (2006): Roteiro
- Freedom Project (2006): Composição de série, cenário
- Halo Legends (2010): Roteiro
  - "The Package"
- Five Numbers! (2011): Roteiro, desenvolvimento original

### ONA
- Super Crooks: Composição da série, roteiro
- Time Patrol Bon: Roteiro

### Filmes
- Casshern (2004): Roteiro
- Tekken: Blood Vengeance (2011): Roteiro
- Eureka Seven: Hi-Evolution 1 (2017): Roteiro
- Altered Carbon: Resleeved (2020): Roteiro [7]
- Palavras borbulham como refrigerante (2021): Roteiro [8]
- Doraemon: Nobita's Little Star Wars 2021 (2022): Roteiro[9]
- Break of Dawn (2022): Roteiro [10]

### Jogos de vídeo game
- Ace Combat 3 (1999): Roteiro
- Blood: The Last Vampire (2000): Roteiro
- Ghost in the Shell: Stand Alone Complex (2004): Roteiro
- Resident Evil: Revelations (2012): Roteirista chefe
- E.X. Troopers (2012): História
- Resident Evil: Revelations 2 (2015): Roteirista chefe